# Рятамакский сельсовет
Рятамакский сельсовет — муниципальное образование в Ермекеевском районе Башкортостана.

## История
Согласно «Закону о границах, статусе и административных центрах муниципальных образований в Республике Башкортостан» имеет статус сельского поселения.

## Население
| 2002 | 2009 | 2010 | 2012 | 2013 | 2014 | 2015 |
| ---- | ---- | ---- | ---- | ---- | ---- | ---- |
| 824  | ↗827 | ↘776 | ↘758 | ↘738 | ↘735 | ↘725 |
| 2016 | 2017 |      |      |      |      |      |
| ↗729 | ↘705 |      |      |      |      |      |

## Состав сельского поселения
| № | Населённый пункт | Тип населённого пункта       | Население |
| - | ---------------- | ---------------------------- | --------- |
| 1 | Рятамак          | село, административный центр | ↘705      |